# Vívás az 1952. évi nyári olimpiai játékokon
Az 1952. évi nyári olimpiai játékokon vívásban hét versenyszámot rendeztek. Férfi vívásban mindhárom fegyvernemben kiírták az egyéni és csapatversenyt is, női vívásból csak a tőr egyéni verseny szerepelt a programban.

## Éremtáblázat
(Magyarország eltérő háttérszínnel, az egyes számoszlopok legmagasabb értéke, vagy értékei vastagítással kiemelve.)
| Az 1952. évi nyári olimpiai játékok éremtáblázata vívásban | Az 1952. évi nyári olimpiai játékok éremtáblázata vívásban | Az 1952. évi nyári olimpiai játékok éremtáblázata vívásban | Az 1952. évi nyári olimpiai játékok éremtáblázata vívásban | Az 1952. évi nyári olimpiai játékok éremtáblázata vívásban | Olimpia  |
| ---------------------------------------------------------- | ---------------------------------------------------------- | ---------------------------------------------------------- | ---------------------------------------------------------- | ---------------------------------------------------------- | -------- |
|                                                            | Ország                                                     | Arany                                                      | Ezüst                                                      | Bronz                                                      | Összesen |
| 1.                                                         | Olaszország (ITA)                                          | 3                                                          | 4                                                          | 1                                                          | 8        |
| 2.                                                         | Magyarország (HUN)                                         | 2                                                          | 2                                                          | 2                                                          | 6        |
| 3.                                                         | Franciaország (FRA)                                        | 2                                                          | 0                                                          | 1                                                          | 3        |
|                                                            |                                                            |                                                            |                                                            |                                                            |          |
| 4.                                                         | Svédország (SWE)                                           | 0                                                          | 1                                                          | 0                                                          | 1        |
|                                                            |                                                            |                                                            |                                                            |                                                            |          |
| 5.                                                         | Svájc (SUI)                                                | 0                                                          | 0                                                          | 2                                                          | 2        |
| 6.                                                         | Dánia (DEN)                                                | 0                                                          | 0                                                          | 1                                                          | 1        |
|                                                            |                                                            |                                                            |                                                            |                                                            |          |
| Összesen                                                   | Összesen                                                   | 7                                                          | 7                                                          | 7                                                          | 21       |

## Érmesek

### Férfi
| Az 1952. évi nyári olimpiai játékok férfi érmesei vívásban | | | |
| Versenyszám                                                | Arany | Ezüst | Bronz |
| tőr, egyéni                                                | Christian d’Oriola · Franciaország (FRA)                                                                                              | Edoardo Mangiarotti · Olaszország (ITA)                                                                                             | Manlio Di Rosa · Olaszország (ITA)                                                                                               |
| kard, egyéni                                               | Kovács Pál · Magyarország (HUN) | Gerevich Aladár · Magyarország (HUN)                                                                                                | Berczelly Tibor · Magyarország (HUN)                                                                                             |
| párbajtőr, egyéni                                          | Edoardo Mangiarotti · Olaszország (ITA)                                                                                               | Dario Mangiarotti · Olaszország (ITA)                                                                                               | Oswald Zappelli · Svájc (SUI) |
| tőr, csapat                                                | Franciaország (FRA) · Jéhan de Buhan · Christian d’Oriola · Jacques Noël · Adrien Rommel · Claude Netter · Jacques Lataste            | Olaszország (ITA) · Giancarlo Bergamini · Antonio Spallino · Manlio Di Rosa · Edoardo Mangiarotti · Renzo Nostini · Giorgio Pellini | Magyarország (HUN) · Berczelly Tibor · Gerevich Aladár · Maszlay Lajos · Palócz Endre · Sákovics József · Tilli Endre            |
| kard, csapat                                               | Magyarország (HUN) · Berczelly Tibor · Gerevich Aladár · Kárpáti Rudolf · Kovács Pál · Papp Bertalan · Rajcsányi László               | Olaszország (ITA) · Gastone Daré · Roberto Ferrari · Vincenzo Pinton · Mauro Racca · Renzo Nostini · Giorgio Pellini                | Franciaország (FRA) · Jean Laroyenne · Jacques Lefèvre · Jean Levavasseur · Bernard Morel · Maurice Piot · Jean-François Tournon |
| párbajtőr, csapat                                          | Olaszország (ITA) · Edoardo Mangiarotti · Dario Mangiarotti · Carlo Pavesi · Giuseppe Delfino · Franco Bertinetti · Roberto Battaglia | Svédország (SWE) · Lennart Magnusson · Carl Forssell · Berndt-Otto Rehbinder · Per Carleson · Sven Fahlman · Bengt Ljungquist       | Svájc (SUI) · Willy Fitting · Otto Rüfenacht · Mario Valota · Oswald Zappelli · Paul Barth · Paul Meister                        |

### Női
| Az 1952. évi nyári olimpiai játékok női érmesei vívásban |                                  |                                 |                              |
| Versenyszám                                              | Arany                            | Ezüst                           | Bronz                        |
| tőr, egyéni                                              | Irene Camber · Olaszország (ITA) | Elek Ilona · Magyarország (HUN) | Karen Lachmann · Dánia (DEN) |